# Instytut Leksykografii im. Miroslava Krležy

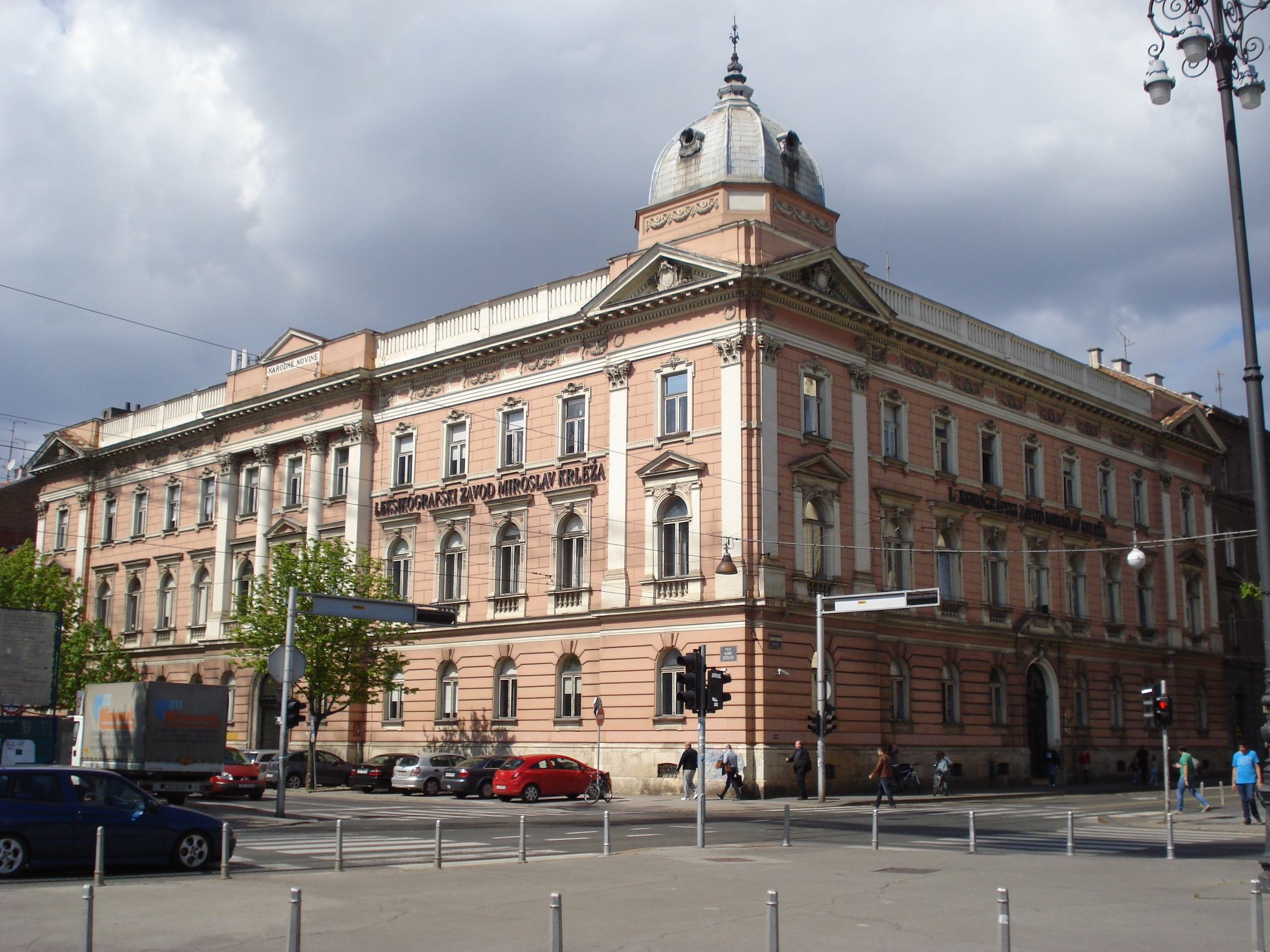
Budynek instytutu

Instytut Leksykografii im. Miroslava Krležy (chorw. Leksikografski zavod Miroslav Krleža – LZMK) – chorwacki instytut działający na polu leksykografii. Nosi imię pisarza Miroslava Krležy. Jest twórcą projektów i publikacji związanych z językiem chorwackim oraz historią i kulturą Chorwacji. 
Powstał w 1950 r. pod nazwą Leksikografski zavod FNRJ. W 1962 r. zmieniono jego nazwę na Jugoslavenski leksikografski zavod.  

## Publikacje
- Enciklopedija Jugoslavije(inne języki)
- Pomorska enciklopedija
- Enciklopedija likovnih umjetnosti
- Tehnička enciklopedija
- Medicinska enciklopedija
- Opća enciklopedija(inne języki)
- Šumarska enciklopedija
- Hrvatski biografski leksikon
- Leksikon jugoslavenske muzike
- Filmska enciklopedija
- Bibliografija rasprava, članaka i književnih radova
- Hrvatska enciklopedija